# Kunszt József-díj
A Kunszt József-díj egy magyar kitüntetés, melyet 2001-ben alapított Bábel Balázs kalocsa-kecskeméti érsek. A Kunszt József kalocsai érsekről elnevezett díjat minden évben három pedagógusnak ítélik oda.

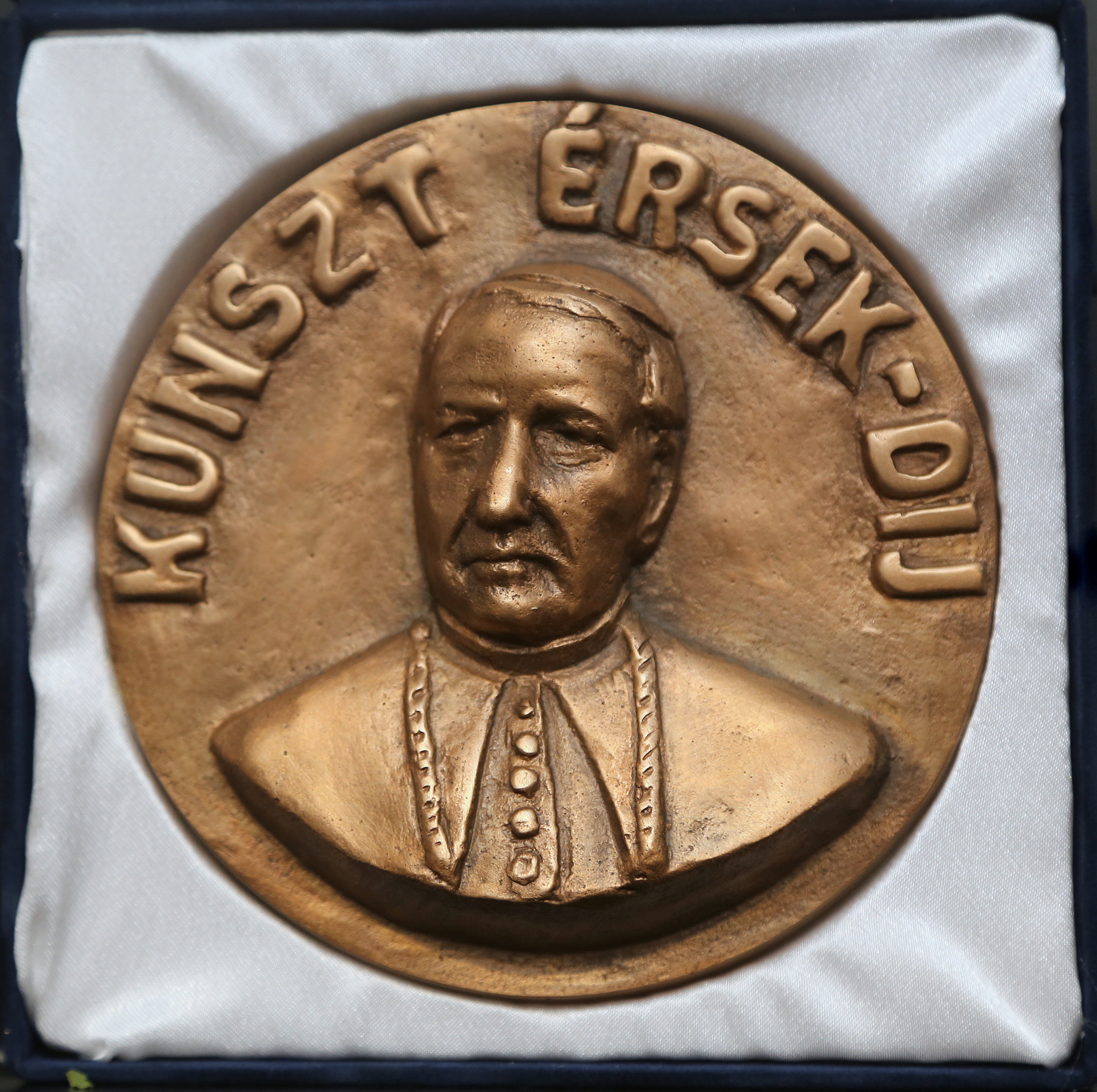
Kunszt érsek-díj

## Alapítása
Bábel Balázs kalocsa-kecskeméti érsek 2001-ben alapította a díjat néhai elődje, az oktatásért és közművelődésért, a magyar kultúráért sokat tevő Kunszt József (1790-1866) kalocsai érsek emlékére, a főegyházmegye alapításának ezredik évében.

## Díjátadás
A díjat minden évben Kunszt József érseki kinevezésének évfordulóján, május 15-én (vagy ehhez közeli napon) adják át az arra érdemesnek tartott három, 2014-ben négy díjazott pedagógusnak, a kalocsai Katona István-házban, később az ASTRICEUM Érseki Múzeumban:
- egy pedagógusnak a Kalocsa-Kecskeméti Főegyházmegye által fenntartott iskolából (2014-ben egy alapfokú és egy középfokú oktatási intézményből is kikerül egy-egy díjazott),
- egy pedagógusnak a Kalocsa-Kecskeméti Főegyházmegye területén működő szerzetesrend által működtetett iskolából és
- egy pedagógusnak a Kalocsán működő egyik önkormányzati/állami iskolából.

## Díjazottak

### 2001
Átadás: május 15.
- Crnkovics Szilveszterné (Szent Antal Katolikus Általános Iskola és Diákotthon, Jánoshalma)
- Tarján Levente (Szent László Általános Művelődési Központ, Baja)
- Szőke Imréné (Szent István Gimnázium, Kalocsa)

### 2002
Átadás: május 15.
- Szilágyiné Kósa Erzsébet (igazgató, Szent József Katolikus Általános Iskola; elnök, EKIF; Kiskunhalas)
- Szabóné Adorján Erika (Piarista Általános Iskola, Kecskemét)
- Németh Sándor (Dózsa György Szakközépiskola, Kalocsa)

### 2003
Átadás: május 15.
- Horváth Jenőné (vezető, Szivárvány Katolikus Óvoda, Kiskunmajsa)
- Pálinkásné Kócsó Mária (Angolkisasszonyok Ward Mária Gimnáziuma)
- Bartek József (Szent István Gimnázium, Kalocsa) - nyugalmazott tanár

### 2004
Átadás: május 15.
- Lipótzy István (Szent Imre Katolikus Általános Iskola, Kecskemét)
- Mayer Tamásné (igazgató, Constantinum Intézmény, Kiskunfélegyháza)
- Szalai József (Liszt Ferenc Alapfokú Művészetoktatási Intézmény, Kalocsa) - nyugalmazott tanár

### 2005
Átadás: május 14.
- Mária Szent nevéről nevezett P. Szabó István piarista szerzetes (igazgató, Kecskeméti Piarista Gimnázium)
- Korsós Mária (Eperföldi Általános Iskola, Kalocsa)
- Ancsa Margit (igazgatóhelyettes, Szent Gellért Katolikus Általános Iskola, Kiskunmajsa)

### 2006
Átadás: május 15.
- Osztheimer Ildikó (Szent László Általános Művelődési Központ, Baja)
- Pluhár Mihályné (Dózsa György Gazdasági, Műszaki Szakközépiskola és Szakiskola, Kalocsa)
- Kovács Ágota (Szent Anna Katolikus Általános Iskola, Jánoshalma)

### 2007
Átadás: május 15.
- Turjánszkyné Tapodi Katalin (Ward Mária Leánygimnázium és Kollégium)
- Dr. Deákné Tóth Veronika (igazgató, Kossuth Zsuzsanna Humán és Kereskedelmi Szakközépiskola és Szakiskola, Kalocsa)
- Bekes Annamária (Szent Imre Katolikus Óvoda és Általános Iskola, Kecskemét)

### 2008
Átadás: május 15.
- Sz. Tóth Éva (Piarista Általános Iskola, Gimnázium és Diákotthon, Kecskemét)
- Csapai Lajosné (igazgatóhelyettes, Kalocsa és Térsége Általános Iskola és Kertvárosi Tagiskolája)
- Misalekné Zsigó Katalin (igazgatóhelyettes, Szent József Katolikus Általános Iskola, Kiskunhalas)

### 2009
Átadás: május 15.
- Tóthné Kovács Zsuzsanna (Szent Gellért Katolikus Óvoda és Általános Iskola, Kiskunmajsa)
- Villányi Eszter (Nagyasszonyunk Katolikus Intézmény, Kalocsa)
- Szőke Imre (Szent István Gimnázium, Kalocsa)

### 2010
Átadás: május 14.
- Hefner Istvánné (Szent Anna Katolikus Óvoda, Általános Iskola és Diákotthon, Jánoshalma)
- Hornyák Ferencné (óvodavezető, Szent László Általános Művelődési Központ, Baja)
- Bogdánné Fekete Ágnes (Dózsa György Gazdasági, Műszaki Szakközépiskola, Szakiskola és Kollégium, Kalocsa)

### 2011
Átadás: május 13.
- Tóthné Vámos Edit (igazgatóhelyettes, Szent Imre Katolikus Óvoda és Általános Iskola, Kecskemét)
- Solti Kálmán (igazgató, Nagyasszonyunk Katolikus Intézmény, Kalocsa)
- Dr. Igazné Daraghy Ágnes (Kalocsa és Térsége Általános Iskolája Belvárosi Tagintézmény)

### 2012
Átadás: május 15.
Bábel Balázs érsek vendégeként részt vett a díjátadáson és ünnepi beszédet mondott Udvardy György pécsi püspök.
- Weninger Endréné (Piarista Általános Iskola, Gimnázium és Diákotthon, Kecskemét)
- Szabadiné Huszka Éva (Kossuth Zsuzsanna Humán és Kereskedelmi Szakközépiskola, Szakiskola, Kalocsa)
- Váradiné Grósz Éva (Szent József Katolikus Általános Iskola, Kiskunhalas)

### 2013
Átadás: május 15.
Bábel Balázs érsek meghívására ünnepi beszédet mondott P. Korzenszky Richárd Miklós tihanyi bencés perjel.
- Téglás László (igazgató, II. Rákóczi Ferenc Katolikus Mezőgazdasági, Közgazdasági és Informatikai Szakközépiskola, Kiskunhalas)
- Nagy János Zoltánné (Constantinum Nevelési-Oktatási Intézmény, Kiskunfélegyháza)
- Korsósné András Marianna (Kalocsa és Térsége Általános Iskolája Eperföldi Tagiskola)

### 2014
Átadás: május 15.
- Tamás Ferenc (Kossuth Zsuzsanna Humán és Kereskedelmi Szakközépiskola és Szakiskola, Kalocsa)
- Fazekas József (Piarista Általános Iskola, Gimnázium és Diákotthon, Kecskemét)
- Illésné Márin Éva (II. János Pál Katolikus Általános Iskola és Óvoda, Kecel)
- Szabó Julianna (igazgatóhelyettes, II. Rákóczi Ferenc Katolikus Mezőgazdasági, Közgazdasági és Informatikai Szakközépiskola, Kiskunhalas)

### 2015
Átadás: május 15.
Bábel Balázs érsek meghívására ünnepi beszédet mondott Szent Bernátról nevezett P. Lukács László piarista szerzetes, a Sapientia Szerzetesi Hittudományi Főiskola professor emeritusa.
- Fülöp Ernő kanonok (bodrogi főesperes, Szent Péterről nevezett bodrogmonostori c. apát, kalocsai kerületi esperes, érseki irodaigazgató és főszékesegyházi plébános, a Kalocsa-Kecskeméti Főegyházmegye fenntartásában működő katolikus oktatási-nevelési intézmények érdekében végzett szolgálatáért)
- Baranyi Erzsébet Mária Alix nővér (Nagyasszonyunk Katolikus Óvoda, Általános Iskola és Gimnázium, Kalocsa)
- Grabiczáné Fekete Zsuzsanna (intézményvezető-helyettes, Szent István Gimnázium, Kalocsa)

### 2016
Átadás: május 13.
Bábel Balázs érsek meghívására ünnepi beszédet mondott Kiss-Rigó László szeged-csanádi püspök.
- Balogh Tibor (tázlári tagintézményvezető, keceli II. János Pál Katolikus Általános Iskola és Óvoda)
- Mikulás Domonkos (igazgatóhelyettes, Piarista Gimnázium, Kollégium, Általános Iskola és Óvoda, Kecskemét)
- Baranyiné Hellényi Viktória (Bajai Szakképzési Centrum Kossuth Zsuzsanna Humán és Kereskedelmi Szakközépiskolája és Szakiskolája)

### 2017
Átadás: május 15.
Bábel Balázs érsek meghívására ünnepi beszédet mondott Kránitz Mihály, a Pázmány Péter Katolikus Egyetem Hittudományi Karának dékánja.
- Filvig Ágnes (Fényi Gyula Általános Iskola Belvárosi Általános Iskolája, Kalocsa)
- Nebojszki László (Szent László Általános Művelődési Központ, Baja)
- Paál Zsolt Tamás (Szent Gellért Katolikus Általános Iskola és Óvoda, Kiskunmajsa)

### 2018
Átadás: május 16.
Bábel Balázs érsek meghívására ünnepi beszédet mondott Soltész Miklós egyházi, nemzetiségi és civil társadalmi kapcsolatokért felelős államtitkár.
- Benke Mónika Veronika (Kalocsa Város Óvodája és Bölcsődéje Kunszt Utcai Tagóvodája vezetője)
- P. Nagy Attila piarista házfőnök (Piarista Gimnázium, Kollégium, Általános Iskola és Óvoda volt igazgatója, Kecskemét)
- Papp Zsolt, (Szent Imre Katolikus Óvoda és Általános Iskola igazgatóját, Kecskemét)

### 2019
Átadás: május 15.
Bábel Balázs érsek meghívására ünnepi beszédet mondott P. Várszegi Asztrik Imre bencés szerzetes, egyháztörténész, Culusi címzetes püspöke, pannonhalmi emeritus főapát.
- Farkasné Bekes Rita (intézményvezető-helyettes, Szent István Gimnázium, Kalocsa)
- Mindák József (igazgató, Constantinum Katolikus Óvoda, Általános Iskola, Gimnázium, Szakgimnázium, Kollégium, Kecskemét)
- Kaszás Eszter (igazgató, Szent Anna Katolikus Óvoda és Általános Iskola, Jánoshalma)